# Люди Инвалиды
„Люди Инвалиды“ („Хора с увреждания“) е вторият руски студиен албум на руския дует Тату издаден през октомври 2005.

## Списък с песните
1. „Люди Инвалиды“ (интро) – 0:49
2. „Новая модель“ – 4:12
3. „Обезьянка ноль“ – 4:25
4. „Loves Me Not“ – 3:13
5. „Космос“ – 4.17
6. „Ты согласна“ – 3:10
7. „Ничья“ – 3:04
8. „Вся моя любовь“ – 5:49
9. „All About Us“ – 3:01
10. „Что не хватает“ – 4:27
11. „Люди-инвалиды“ – 4:37